# Mame Cheikh Mbaye
Pour les articles homonymes, voir Mbaye.
Mame Cheikh Mbaye (1864-1946) est une grande figure du soufisme au Sénégal. Il est le père du marabout Djily Mbaye et de l'islamologue Serigne Sam Mbaye.

## Biographie
Les sources sur la vie de Mame Cheikh Mbaye sont rares et reposent essentiellement sur la tradition orale. Les universitaires Serigne Sam Mbaye, Iba Der Thiam, Thierno Ka de l’IFAN ont cependant écrit sur le sujet.
Mame Cheikh est d’origine arabe. Le premier de ses ancêtres qui aurait foulé le sol sénégalais serait un Mauritanien, Ibrahima Quraichit, dont le mot quraich confirmerait son appartenance à la tribu Quraich de la Mecque. 
Ibrahima Quraich serait né en 1549. Son fils Ali, né 1581, crée le village de Dietti, où ses descendants vivent jusqu’à la fondation du village de Mbayene Thiasde, près de Yang-Yang en plein cœur du Djolof. Mbayene Thiasde a été fondé sans doute vers le milieu du XVIIIe siècle, par Babacar Khourèdia, père de deux jumeaux : Makalla Awa et Abdou Awa Ndèye qui naissent en 1741. Abdou Awa donne naissance à Pathé Makharram en 1773, duquel naît Saër en 1805. Son fils, Abu Bakr Kolo, père de Mame Cheikh Mbaye, voit le jour en 1864 à Boukoul, une localité située près de Koki.
Cette région du Njambur est marquée dans les trois dernières décennies du XIXe siècle par une situation d’insécurité occasionnée par des guerres dont la plus connue est celle de Samba Sadio en 1875 où Ahmadou Cheikhou Ba est tué. Les Maures profitent de cette situation pour capturer des enfants et les déporter chez eux. Mame Cheikh et Mame Pathé, son jeune frère, sont parmi leurs victimes. Ils sont plus tard retrouvés par leur père en Mauritanie. Entretemps, Mame Cheikh n’avait que onze ans mais les Maures lui confient l’école coranique de la localité en lui vouant un respect démesuré.
Il a vécu par la suite auprès d'Ahmadou Bamba pour des études de théologie, de grammaire arabe. Auparavant, il aurait achevé ses études coraniques jusqu’à la naissance du mouridisme en 1882, date à laquelle il a quitté Mbacké Kadior pour Ndiarndé chez Malick Sy. Auprès de lui, il s'attelle à approfondir ses études en grammaire arabe avant d’aboutir à Saint-Louis chez Mame As Camara qui lui inculque des études poussées en astrologie (Asraar). Dans cette ville du nord, il se rapprocha à Amadou Ndiaye Mabèye et Madior Cissé, professeurs très versés dans la science islamique. De là commença une carrière pour le Cheikh qui devint qadi (juge en arabe) dans le Djolof. Selon le résident colonial de la localité, « très versé dans la jurisprudence musulmane, [Mbaye] cherche consciencieusement à appliquer sa science de façon à rendre, autant que possible, les décisions conformes à la loi coranique. »
Les années 1930 coïncident avec la fondation de l’école coranique de Koki par Ahmadou Sakhir Lo sur l’ordre de Mame Cheikh, son maître et homonyme qui lui fit des recommandations allant dans le sens d’enseigner le Coran.

## Postérité
Un lycée de Tambacounda et l'Institut islamique de Louga, aménagé dans la maison où il vécut, portent son nom.